# Джефф Луї
Джефф Луї (фр. Jeff Louis, нар. 8 серпня 1992, Порт-о-Пренс) — гаїтянський футболіст, півзахисник клубу «Кан».
Виступав, зокрема, за клуби «Нансі» та «Стандард» (Льєж), а також національну збірну Гаїті.

## Клубна кар'єра
У професійному футболі дебютував 2009 року виступами за команду клубу «Міребалє».
Протягом 2010—2012 років захищав кольори команди клубу «Ле-Ман».
Своєю грою за останню команду привернув увагу представників тренерського штабу клубу «Нансі», до складу якого приєднався 2012 року. Відіграв за команду з Нансі наступні два сезони своєї ігрової кар'єри.
2014 року уклав контракт з клубом «Стандард» (Льєж), у складі якого провів наступний рік своєї кар'єри гравця.  Більшість часу, проведеного у складі «Стандарда», був основним гравцем команди.
До складу клубу «Кан» приєднався 2015 року. Відтоді встиг відіграти за команду з Кана 18 матчів в національному чемпіонаті.

## Виступи за збірну
2011 року дебютував в офіційних матчах у складі національної збірної Гаїті. Наразі провів у формі головної команди країни 27 матчів, забивши 1 гол.
У складі збірної був учасником Золотого кубка КОНКАКАФ 2013 року у США, Золотого кубка КОНКАКАФ 2015 року у США і Канаді, Кубка Америки 2016 року у США.

### Голи в національній збірній
| #  | Дата            | Місце                              | Суперник          | Рахунок | Результат | Турнір                |
| -- | --------------- | ---------------------------------- | ----------------- | ------- | --------- | --------------------- |
| 1. | 9 жовтня 2014   | Сальвіо Катор, Порт-о-Пренс, Гаїті | Французька Гвіана | 1:0     | 2:2       | Карибський кубок 2014 |
| 2. | 27 березня 2015 | Ху Лен, Чанша, Китай               | КНР               | 1:0     | 2:2       | Товариський матч      |